# Graffenrieda
Graffenrieda är ett släkte av tvåhjärtbladiga växter. Graffenrieda ingår i familjen Melastomataceae.

## Dottertaxa tillGraffenrieda, i alfabetisk ordning[1]
- Graffenrieda anomala
- Graffenrieda barahonensis
- Graffenrieda bella
- Graffenrieda boliviensis
- Graffenrieda calyptrelloides
- Graffenrieda caryophyllea
- Graffenrieda caudata
- Graffenrieda chrysandra
- Graffenrieda cinna
- Graffenrieda cinnoides
- Graffenrieda colombiana
- Graffenrieda conostegioides
- Graffenrieda cucullata
- Graffenrieda emarginata
- Graffenrieda fantastica
- Graffenrieda foliosa
- Graffenrieda fruticosa
- Graffenrieda galeottii
- Graffenrieda gentlei
- Graffenrieda glandulosa
- Graffenrieda gracilis
- Graffenrieda grandifolia
- Graffenrieda harlingii
- Graffenrieda hitchcockii
- Graffenrieda intermedia
- Graffenrieda irwinii
- Graffenrieda jauana
- Graffenrieda kralii
- Graffenrieda lanceolata
- Graffenrieda latifolia
- Graffenrieda laurina
- Graffenrieda limbata
- Graffenrieda meridensis
- Graffenrieda miconioides
- Graffenrieda micrantha
- Graffenrieda moaensis
- Graffenrieda moritziana
- Graffenrieda obliqua
- Graffenrieda ottoschulzii
- Graffenrieda patens
- Graffenrieda pedunculata
- Graffenrieda phoenicea
- Graffenrieda polymera
- Graffenrieda reticulata
- Graffenrieda robusta
- Graffenrieda rotundifolia
- Graffenrieda rufa
- Graffenrieda rufescens
- Graffenrieda rupestris
- Graffenrieda santamartensis
- Graffenrieda scandens
- Graffenrieda sessilifolia
- Graffenrieda sipapoana
- Graffenrieda steyermarkii
- Graffenrieda tamana
- Graffenrieda tricalcarata
- Graffenrieda trichanthera
- Graffenrieda tristis
- Graffenrieda uribei
- Graffenrieda weddellii
- Graffenrieda versicolor